# Phan Đình Vũ Hải
Phan Đình Vũ Hải (sinh ngày 6 tháng 6 năm 1994) là một cầu thủ bóng đá chuyên nghiệp người Việt Nam hiện đang thi đấu ở vị trí thủ môn cho câu lạc bộ bóng đá Hoàng Anh Gia Lai tại V.League 1.